# Catalunya Artística
Catalunya Artística va ser una revista catalana que es publicà entre juny de 1900 i abril de 1905. La fundà Joaquim Ayné i Rabell, un poeta barceloní que en fou director i propietari. La revista tenia tirada setmanal, estava escrita en català i era de temàtica literària i artística. Estava centrada principalment en el teatre i la poesia, però també mostrava interès per altres arts com la pintura, l'escultura o la música, i tenia una ideologia clarament catalanista i patriòtica.
Va tenir dues èpoques: la primera comprèn des del juny de 1900 fins al febrer de 1903, i la segona des del juliol de 1904 fins a la publicació de l'últim número l'abril de 1905.

## Origen i història
Catalunya Artística neix el 14 de juny de 1900, a Barcelona. Fou una revista dirigida per Joaquim Ayné Rabell i administrada per Bartomeu Lluró. El primer exemplar es vengué per 15 cèntims. Es divideix en dues etapes: del 14 de juny de 1900 fins al febrer de 1903. No se sap amb exactitud per què la revista es va deixar de publicar durant un temps. La seva segona etapa comprèn entre el 14 de juliol de 1904 fins al 13 d'abril de 1905, finalitzant la seva producció.

La revista costava 15 cèntims per adquisició (20 cèntims en el cas de número endarrerit), les subscripcions trimestrals a Barcelona valien 2 pessetes; fora, 4 pessetes, i finalment a l'estranger costava 12 francs. El seu format consistia entre 12 i 16 planes de text on destaquen les proses, historietes, poesies, curiositats, acudits, crítiques, retrats, dibuixos i paisatges. A més a més d'informar sobre el teatre català, la seva popularitat en altres llocs com Madrid o què feien els contemporanis d'altres països estrangers. Per consegüent, Catalunya Artística fou una revista amb periodicitat setmanal que volia donar veu a les arts i literatures de l'època, com ho veiem en la seva carta de presentació escrita en el primer exemplar imprès de la revista: 
«Venim a oferir al públic un setmanari que sense fer ostentació de grans empentes ni empreses colossals, aconsegueixi el favor de quants estimin i vulguin veure enaltida nostra literatura, nostres avenços dintre de totes les manifestacions de l'art i l'engrandiment del teatre de casa; venim també a fer més extens el cercle en què es mou Catalunya, ressenyant poc o molt el moviment de l'intel·lectualisme de per tot arreu, de per tot amunt l'art transiti i la literatura hi arreli, sigui on sigui; venim, en una paraula, a fer cosmopolitisme dintre de tot el que és bell i gran, explicant-ho en català perquè és la llengua que ens escau, que de joves l'hem conreada».
El principi de segle i fins a aproximadament el 1910 va ser un període molt fructífer a Catalunya, i en concret Barcelona, on van començar a néixer revistes que es dedicaven a publicar temes sobretot relacionats amb la cultura, però també a les ciències, en el si d'una Catalunya en plena efervescència cultural a tots els nivells.
Catalunya Artística va definir-se com una «Revista ilustrada d'arts, lletras y cièncias», tot i que la presència d'articles relacionats amb l'activitat científica fou molt minsa. Va dedicar-se quasi exclusivament a la temàtica literària, centrant la seva atenció en la poesia i el teatre principalment. Altres àmbits com les arts plàstiques i la música restaren en segon pla.
La primera època acaba amb el número 139, el 12 de febrer del 1903. No va ser fins al 14 de juliol de 1904 que aparegué de nou la publicació en el que es coneix com a segona època de la revista. L'últim número es publicà el 13 d'abril del 1905.
Va canviar moltes vegades d'impremta, però totes eren de Barcelona. Del número 1 al 16 s'imprimí a can Badia, del carrer del doctor Dou 14; del número 17 al 29 a la plaça de la Igualtat número 3; al número 30, Fidel Giró es va fer càrrec de la impressió, i des del número 82 es tirà a can López Robert del carrer Comte de l'Assalt número 6. Al número 22 de la segona època anuncien l'adquisició d'una impremta pròpia, el trasllat es fa efectiu a partir del número 36. La mateixa impremta es trasllada del carrer de Vertallans 7 al Local de l'Administració d'Impremta, al passatge de Mercader número 10.
La impressora o impressor va variant: F. Badia (núm. 1-6), Dou, 14; J. Collazos (núm. 7-29), Plaça de la Igualtat, 3 ; Fidel Giró (núm. 30-81), Carrer Valencia, 311, i A. López Robert (núm. 82-139), Asalto, 63. Publicaven articles literaris, actualitats, narracions, acudits, curiositats, cròniques, crítiques, poesies, articles sobre el teatre català, espanyol, del que feien a París i altres llocs estrangers, il·lustracions (normalment d'Isidre Nonell o Joaquim Renart), anuncis o concursos artístics. La seva portada consistia en el títol de la revista i una imatge adjunta sobre algún personatge de l'època contemporània, fotografia o il·lustració de l'escena catalana, a més a més de l'escut. Entre l'exemplar número 119 hi ha un canvi de director, Priu Badia. No obstant això, Joaquim Ayné Rabell tornaria en l'exemplar 131. Malgrat tot, no hi ha una informació aclaridora d'un motiu per al qual deixés de publicar-se en febrer de 1903.

No serà fins al 14 de juliol de 1904 que la revista torna a publicar-se, començant la seva segona etapa. La redacció i administració canvià a Vertrallans, 7, 1r 2a. La seva estètica en la portada també és diferent, ara amb un subtítol que posava «revista ilustrada d'arts, lletras y ciencias» i una capçalera mixta. Un exemplar que cal remarcar és l'exemplar número 22 que anuncia un canvi important en la revista, a més de concursos literaris, sorteigs o exposicions. La revista anuncia una reforma en la redacció i un projecte d'aconseguir una impremta pròpia. Més endavant, en el número 36, ja amb la impremta, anuncien el canvi de redacció en el local d'administració i impremta del Passatge de mercader, on els seus col·laboradors podien continuar enviant els seus treballs:
«Avís importantíssim. Des d'avui la nostra redacció, que continuava en el carrer de Vertrallans, 7, primer, queda instal·lada en el local de l'Administració i Impremta (Passatge de Mercader, 10), on els nostres col·laboradors poden enviar sos treballs des d'ara».
La revista deixaria de publicar-se el 13 d'abril de 1905, sobtadament i sense explicacions. L'últim exemplar acaba com d'habitud, amb els preus de subscripció i el quadre de redacció amb tots els seus col·laboradors.
La poca informació que hi ha sobre la revista i la gran importància de moltes altres que van tenir gran èxit en la mateixa època, han deixat una mica obscurs alguns aspectes, com per exemple el tancament i la fi sobtats de la publicació de la revista l'abril de 1905 o el canvi inesperat de director sense cap mena de justificació durant els últims números de la primera època.

## Directors i col·laboradors habituals

### Directors

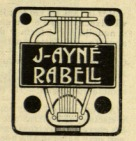
Ex-libris del director de la revista

- Joaquim Ayné i Rabell: Comediògraf, poeta i periodista barceloní. Fundador de la revista i director de la mateixa durant gairebé tota la seva existència. A banda de la seva tasca de director hi publicà poemes[9] i articles d'opinió. També col·laborà en altres periòdics de Barcelona, Reus o Sabadell. Aplegà els seus poemes en el volum Branquillons (1886). Va escriure comèdies, la major part en un acte, algunes de to patriòtic, però en general peces còmiques sense gaire ambició com Els amics porten fatics (1900)o Un home de palla (1891)entre altres, i un drama en tres actes anomenat Lo joc (1899).[10] Va deixar la revista durant un petit període, des del número 119 al 130 de la primera època, després va tornar i va continuar la direcció fins al seu tancament.
- Diego Priu i Badia: Director de la revista des del número 119 al 130 de la primera època

### Col·laboradors habituals
- Bartomeu Lluró: Administrador
- Josep Pous i Pagès: Col·labora amb articles d'opinió.
- Luís Robert: Dissenya la capçalera de la revista.
- Claudi Omar i Barrera: Col·labora amb articles d'opinió.
- Joan Oliva i Bridgman: Col·labora amb articles d'opinió.
- Jaume Urpí: Col·labora amb articles d'opinió.
- Josep Pous i Pagès: Col·labora amb articles d'opinió sempre sota el pseudònim de Josep Piula.
- Pompeu Crehuet i Pardas: Col·labora amb articles d'opinió.
- Rafael Nogueras Oller: Col·labora amb poemes.
- Apel·les Mestres: Col·labora amb poemes, dibuixos i com a membre del jurat dels concursos literàris organitzats per la revista.
- Joaquim Renart: Col·labora dissenyant capçaleres i motius decoratius i amb crítiques i comentaris dins la secció Notas d'Art
- Conrad Roure: Col·labora amb textos de les seves obres dramàtiques, poemes, crítica literària i com a membre del jurat dels concursos.
- Josep Barberà: Col·labora amb crítiques de concerts i obres teatrals.

## Ideologia
Catalunya artística es podria definir com de tendència progressista, catalanista i fins i tot antitaurina. Encara que no hi ha cap manifest concret que així ho especifiqui aquests posicionaments polítics es dedueixen clarament a través dels apartats d'opinió com "Actualitats" o "Crónica", que sovint escrivia Josep Pous i Pagès, en el tipus d'acudits o les crítiques d'espectacles obres i autors.
El catalanisme queda palès des del primer número on a la presentació dels objectius es planteja la intenció de destacar el moviment intel·lectual català a través de l'amor per la seva literatura, teatre i art. Molt sovint es troben crítiques a l'estat espanyol per les polítiques de repressió cultural i lingüística, com ara la intenció de prohibir el català a l'escola. Cal recordar que la cultura catalana s'articulà en els primers anys del segle XX al voltant de moviments independents amb plantejaments artístics i literaris propis, aliens a la vida de Madrid.
També es pot definir com una revista antitaurina perquè les crítiques cap a aquesta afició són constants i decisivament contràries a fer-ne ús sobretot en les terres catalanes. La insistència i la pressió de les crítiques portaren, fins i tot, a rebre un avís per part de la capitania general un comunicat on s'advertia que si les crítiques continuaven, s'hauria de passar a la censura de la revista. Això no va impedir però, la continuïtat de les crítiques, és més, poc després d'aquest fet la revista sovint va dedicar les seccions d'opinió a criticar la que qualificaven de festa sanguinària i repugnat, per a poc després adherir-se a una organització anomenada Comissio abolicionista de las corridas de toros, badells y vacas. En el número 91 de la primera època queda clara aquesta postura antitaurina en un article del director, Joaquim Ayné Ravell, titulat La degradació de l'home.
Al llarg de totes les publicacions queda clar que el catalanisme i el sentiment patriòtic català són pilars fonamentals pels redactors i col·laboradors de la revista. No deixaran d'aparèixer textos reivindicatius per defensar la llengua, la cultura o l'economia catalanes i grans crítiques al govern de Madrid. En veiem un exemple del número 78 de la primera època:
″Som separatistes, perquè volem
separar nostre cor, nostre cervell y nostra
butxaca, d'aquesta sangonera centralista que ens
xucla la sang, embordeeix els nostres senti
ments y voldria ofegar las nostres idees, per
imposar-nos la seva disbauxa, desvergonyiment
y ganduleria, las seves costums de patró y la
seva migrada ciència oficial″
En altres ocasions, com el número 123 de la primera època trobem reivindicacions més concretes, en aquest cas sobre la llengua catalana:
″La llengua es el vehicul del pensament y mal podran desenrrollarse les facultats intelectuals de l'infant a qui s'obliga a apendres de memoria, definicions y reglas en una llengua estranya, que no pot entendre" (...) "No'ls sembla senyors regidors de la ciutat blanchs y roigs, catalanistas, republicans y altres que comensa a ser
hora de deixar de banda las baixas passions de la politica a la menuda, per pensar una mica en los interesos del poble, d'aquest poble que'ls ha fet lo que son' 
ab el seu vot?″
Les referències antitaurines també són una constant. Així, en el número 72 es qualifica l'espectacle taurí de ″afició sanguinària i salvatge″ i se sentencia que ″Barcelona té la vista fixada en Europa, en comptes de mirar envers l'Africa (com fa Espanya)″
En alguns números també adverteixen sobre el poc criteri espanyol envers l'art, com en aquest fragment del número 1 de la segona època:
″La Espanya devota del art no existeix. És la Espanya de la chuleria, del toreig, y de la fraseologia, puig ja es sapigut que en aquest pahís un chulo desvergonyit passa per un home graciós. un torero que no sápiga es criurer, per un héroe, y un avispat qu' enso pegui tres ó cuatre frasecitas diarias, per un géni. Sois hí mancava en aquesta terra desditxada que s'anés despullant de joyas artísticas. Ens ha fet pena que 's vagin venent a l'estranger els cuadros del Greco qu'existían en la catedral de Valladolid com si 's nedés en l'abundó en matéria de obras de aytal importancia. ¿No es una llástima que desapareguin els cuadros del Greco y 'ns quedin per in eternum els polítichs de mala fé, els monopolisadors sens conciencia, el toreros ignorants, els fraseolechs despreocupats y 'Is chulos embrutits? La humanitat se capgira″.

## Format i disseny
J. Ayné i Rabell, el director de la revista, va canviar més d'una vegada l'impressor com s'explica anteriorment. Va ser des del número 30 que el format habitual, de 272 x 171 mm, es canviaria passant a ser de 227 x 142 mm, mida més reduïda. A la segona època tornarà a canviar adoptant mesures de 275 x 200 mm.
Cal destacar la distribució poc clara i definida de les diferents seccions al llarg de la seva publicació: els canvis d'apartats i de distribució foren tants que costa delimitar una organització coherent. De la mateixa manera la tipografia dels escrits va canviar sovint sense deixar massa clar si n'hi havia alguna de definitiva.

### Portada i capçaleres
La portada era il·lustrada i incloïa l'escut de Catalunya envoltat d'una orla decorativa i una fotografia o dibuix. Al llarg dels anys de vida de la revista les portades anaren canviant constantment però habitualment seguint una estructura que combinava el títol il·lustrat amb una fotografia o dibuix. Les imatges eren sobretot de personatges il·lustres de la cultura catalana però també en podem trobar de monuments històrics, paisatges del territori català, reproduccions de quadres o escultures, etc. En alguns números la portada habitual estava coberta per una altra portada on s'anunciava a manera de "regals" els suplements amb plecs de novel·les que acompanyaven la revista. Per exemple des del número 30 fins al 52 de la primera època, trobem que la portada exterior consta només de l'anunci del suplement que es regala, substituint així la portada habitual que quedava en segon terme, a la pàgina següent. Va ser durant aquests números en concret que es va buscar una segona tipologia de l'anunciat "Catalunya Artística" per no haver-la de repetir a la portada interior, així doncs veiem com la portada exterior manté l'anunciat habitual junt a l'anunci del regal i la portada interior ofereix una nova tipografia i composició del títol juntament amb la foto habitual d'un personatge destacat. De fet, la tipologia del títol de la revista a la portada es modificarà en diverses ocasions mostrant un cert desconcert alhora d'establir una línia estètica i formal estable. Fins i tot s'adoptarà un disseny de portada determinat durant uns quants números per a després tornar-ne a un d'anterior. A partir del 1901, just encetat l'any nou, van començar a publicar-se números amb les portades impreses en color però l'interior, tret d'algun marc decoratiu ocasional seguira sent en blanc i negre.
De la mateixa manera que a les portades, les capçaleres de les seccions van canviar sovint de tipografia sense acabar d'imposar-se un model concret. Al llarg del 1900 s'aprecia la voluntat d'igualar els diferents títols de les capçaleres de les seccions intentant equilibrar la tipografia en totes elles per tal de mostrar una estètica més unificadora. Tot i això algunes capçaleres no tenien el títol il·lustrat. També es van modificar alguns títols per tal de sintetitzar millor la informació però es continuarien canviant arbitràriament, ja sigui la tipografia com el nom de les capçaleres al llarg dels anys de publicació de la revista.
A la segona època les capçaleres eren sovint dibuixades i firmades per Joaquim Renart, pintor, dibuixant i col·laborador de la revista.

### L'estètica de la revista
Catalunya Artística és una revista que per context caldria emmarcar-la dins el moviment modernista, però la connotació de la paraula modernisme ha creat moltes problemàtiques i cal especificar el marc artístic en el que es trobava la revista. Es pot definir el modernisme com un moviment amb una de les parcel·les més fosques i confuses de la història cultural catalana. Cal recordar que els individus que en formaren part no van formar mai un grup sinó que s'actuà de manera força individual compartint afinitats comuns, això sí. Podem parlar de Modernisme doncs, com una actitud col·lectiva i com un procés de transformació històrica-cultural que parteix des de la dècada del 1890 i en concret durant els anys 1892 i 1893 es produiria un canvi d'orientació molt notable a través de la famosa revista Avenç, on s'organitzà la primera festa anomenada Primera Festa Modernista. Apunta també Marfany l'error de parlar d'un sol Modernisme quan en canvi s'hauria de parlar de molts moviments (alguns més modernistes que altres) i interpretant-los com una tendència, actitud i no com una escola artística.
A nivell de les arts plàstiques l'ús ha concretat el significat de modernisme en un art idealista, esteticista, exòtic, amb una intel·lectualitzada i estudiada aparença d'asimetria i complexitat decorativa. Així doncs a vegades s'ha titllat el modernisme, pel que respecta a l'art, com un Naturalisme amb propòsits modernistes, i al contrari que en l'arquitectura, en les altres arts ni va sortir un corrent propi ni hi havia entre els artistes una consciència real per crear-lo, com va succeir més endavant amb el Noucentisme. Aquests són alguns dels temes que fan difícil parlar del modernisme com a estil.
Les transformacions industrials van fer desaparèixer, durant el final del segle xix i a principis del XX, el tipus de llibreter amb activitats d'editor, impressor, enquadernador, il·lustrador i a poc a poc s'aniria reivindicant la fabricació artesana i els mètodes tradicionals de fabricació de paper i impressió. Per això s'explica el retorn nostàlgic a la tipografia gòtica. Tingué gran transcendència estètica i il·luminà tota una època que va intentar no dissociar dos termes: l'art i la indústria.
A nivell de tipografia es podria dir que a Catalunya la influència del corrent artístic Art Nouveau va ser molt important. La majoria de lletres usades eren del tipus Romans clàssics, les de les portades, anuncis comercials i cartells en canvi, reflectien fidelment l'esperit de l'època: la fantasia, la llibertat formal, l'asimetria i la novetat de l'art decoratiu (Art Nouveau) inspirat en el grotesc barroc.
És també molt interessant el concepte anomenat 'japoneïsme' que va introduir el pintor Fortuny arran de l'aparició de la secció japonesa a l'Exposició Universal de 1888 que s'acosta al naturalisme concebut com l'apropament a les formes de la natura, a l'estilització dels paisatges i de la flora. Queda palesa aquesta influència a Catalunya Artística si més no per les nombroses referències al continent asiàtic i la preocupació per apropar la cultura a la europea.
Es pot dir que la presentació de la revista era completament moderna i fidel al corrent que es vivia a aquella època. La influència de l'estètica art Nouveau es manifesta, com s'esmenta anteriorment, a la tipografia de les lletres dels titulars dels articles, molt lliures i curvilínies, a la capçalera realitzada per Luís Robert amb una orla decorativa envoltant l'escut de Catalunya i a la compaginació amb vinyetes disposades amb bastant llibertat, sovint descentrades. La part gràfica tenia gran importància, ja que a banda de les sanefes i altres elements decoratius tots els números recollien fotografies (algunes de figures reconegudes del gremi com els Fotògrafs Napoleon), reproduccions de quadres com els d'Isidre Nonell, dibuixos de Ramon Casas i Carbó, escultures de Josep Llimona o il·lustracions de Pablo Picasso o Damià Campeny entre d'altres.
Es poden establir certs lligams estètics entre la tipografia de les lletres utilitzades en les altres revistes artístiques d'aquesta època, entreveient la similitud de les característiques formals com les lletres arrodonides i amb decoració floral o els marges de les pàgines decorats amb sanefes d'inspiració natural. Tot i aquesta clara vinculació amb aquest corrent artístic, a la revista trobem opinions que no li són massa favorables. Com en el número 91 de la primera època, on Claudi Omar i Barrera qualifica al Modernisme d'″excèntric i extravagant″, tot afirmant: ″El Modernisme, tal com l'entenen molts, no és més que la caricatura de l'estètica. Potser als ulls de l'Historia serà el barroquisme del segle XIX″.
Només considera el seu potencial per l'ornamentació. Així doncs, tot i adoptar l'estètica modernista i ajudar a la penetració del Modernisme a Catalunya, els mateixos articulistes de la revista adopten una posició més aviat reticent i fins i tot propera a la burla. Demostren doncs, uns ideals o criteris artístics a cavall entre una part més progressista, més en la línia a les noves tendències del moment i una altra més conservadora de regust clàssic i que crítica els nous corrents artístics.

## Estructura de la revista

### Seccions
Durant tota la vida de la revista les diferents seccions que conformaven la seva estructura van anar modificant-se de manera constant. Una secció podia no incloure's en un número determinat per tornar a ser inclosa més endavant sense cap motiu aparent o explicació per part dels editors.
ActualitatsArticles d'opinió de temàtica variada situats a les primeres pàgines de la publicació. Apareix amb el número 1 i apareix per última vegada al número 29 de la primera època.
AcuditsApareixia a quasi tots els números del primer any de publicació i constava d'un o més acudits sense dibuix. Deixa d'existir a finals de la primera època. Els acudits en vinyetes còmiques si apareixen al llarg de tota la vida de la revista de manera intermitent però col·locades arreu sense formar part de cap secció.
Al ProgrésApareix en uns pocs números durant el primer any de publicació de la revista i consta de textos o poemes dedicats a la modernitat.
BibliografiaSecció de crítica literària de novel·la, assaig, memòries, etc. Incloïa autors catalans, espanyols i de l'estranger. És una secció habitual en totes dues èpoques.
Correspondencia LiterariaEls lectors enviaven poemes, partitures o feien suggerències a la revista i en aquesta secció la redacció responia a les cartes rebudes pels lectors. Informa de si tindrà o no en compte el material rebut tot fent-ne valoracions, que sovint seran negatives. Observacions com ″las poesias son fluixas″, ″hi manca expontaneitat″, ″estudihi; li volém bé″ o ″no'ns agrada″, que trobem al número 84 de la primera època, són del tot habituals com a resposta a les propostes rebudes. A finals de la primera època la secció, però es restitueix al número 4 de la segona època.
CuriositatsApareix al primer número i té continuïtat durant el primer any de vida de la revista, fins a aparèixer per última vegada al número 24. Inclou articles sobre altres països, costums, objectes rars i sobre tot allò que pugui implicar certa singularitat i/o exotisme.
CronicaSecció que substitueix la secció Actualitats a les primeres pàgines de la revista a partir del número 30 de la primera època. Els articles parlaven de l'actualitat tractant diversos temes que van des de la situació política del moment fins a l'anàlisi d'exposicions d'art o altres esdeveniments culturals. Aquesta secció varia sovint d'autor, durant la primera època els autors més destacats són: Josep Pous i Pagès, que firma els seus articles sota el pseudònim Joseph Piula, és qui estrena la secció i en serà l'autor més habitual, Xavier Viura, el director de la revista, Joaquim Ayné Rabell, Jaume Urpí. A partir del número 119 de la primera època, a causa del canvi de director, Diego Prius i Badia passa a ser-ne l'autor. A la segona època els principals autors d'aquesta secció foren Pompeu Crehuet i Pardas qui inicia la secció en aquesta segona etapa de la publicació, Joan Oliva Bridgman, Claudi Omar i Barrera i el nou director, que torna a ser Joaquim Ayné Rabell.
Entre BastidorsPetita secció on es comentaven les estrenes teatrals o futurs concerts, amb alguna informació sobre on es realitzarien i qui en formaria part.
EntretenimentsSecció d'entreteniment que proposava un joc al lector i donava la solució al del número anterior. Habitualment mots encreuats, resoldre paraules amagades a través d'una seqüència de números o jocs similars.
EspectaclesEn els primers números de la primera època apareixerà aquesta secció englobant altres apartats sota el títol de Madrit, Províncias i Extranger on es feia referència als espectacles fora de Catalunya. A finals de l'any 1900 es va suprimir la secció.
Els EstrenosSecció d'aparició intermitent durant la primera època on es feia crítica de les estrenes teatrals que la redacció considerava més importants. Coincidia amb la secció de Teatros, on tornaven a aparèixer les mateixes obres amb una nota explicativa on s'informava que aquesta ja havia sigut comentada dins Els Estrenos. Finalment queda reemplaçada totalment per la secció Teatros.
Els Filosops ModernsA partir del final de la primera època apareix aquesta secció que només apareix en 3 números. S'inaugura dedicada a Friedrich Nietzsche, en el número 106. El següent número es dedica a John Ruskin. El número 109 es torna a dedicar a Friedrich Nietzsche. Tots tres números estan firmats pre E. de Baradá, al seu text s'adjuntava una foto del filòsof protagonista. La capçalera no estava il·lustrada.
Formulas de CuynaPetita secció firmada per J. Conill Boschque aparegué en pocs números del primer any de publicació de la revista. Constava d'unes curtes explicacions sobre com elaborar receptes com pernil a la montanyesa, timbal fiambre de carn o salsa de tomátechs.
Gent Notable de CatalunyaSecció important que durant la primera època aparegué en molts números tot i que de manera intermitent. Normalment combinava una foto o dibuix del protagonista situada a la portada i un article de llargada variable sobre aquest a les primeres pàgines. Solia ser d'alguna personalitat vinculada al món de la cultura o la política com el compositor Felip Pedrell, l'escriptor Àngel Guimerà, el pianista Joaquim Malats, Lluís Millet i Pagès que fou director de l'Orfeó Català, pintors com Ramon Casas o Santiago Rusinyol, l'advocat, polític i escriptor Terenci Thos i Codina o l'escultor Josep Campeny entre molts altres. La capçalera constava solament d'un anunciat amb text no il·lustrat. En alguns números i sense tenir la mateixa continuïtat, aquesta secció era substituïda per altres força semblants on es mantenia la mateixa estructura formal (foto a la portada i article del personatge a l'interior). Artistes Eminents, Mestres Joves, Musichs Celebres, Els Grans Mestres, Artistas Olotins, Artistas Catalans Morts o Celebritats Europeas en son alguns exemples.
Lleuger repás de Literatura y Arts portuguesas contemporaneasSecció semblant Gent notable de Catalunya que conjuminava un retrat dibuixat o en fotografia amb un text sobre un personatge destacat de la cultura, en aquest cas portuguesa. Era escrita des de Portugal per l'advocat, poeta i periodista Ignasi Ribera i Rovira. En la presentació al número 78 de la primera època, l'autor es posiciona respecte a la situació del país: ″L'aislament en que viu el poble portugués, ja literaria, ja comercial, ja industrialment, reconeix causas que estudiadas ab profonditat, portan un fi semblant á las relacions que mantenern els catalans vers als pobles de Castella″. Es dedicà a personalitats com ara a l'escriptor i historiador Alexandre Herculano, l'escriptor José Maria Eça de Queiroz, poetes com Joao de Deus o Antero de Quental, el pintor António da Silva Porto o l'explorador i escriptor Alexandre de Serpa Pinto.
Las matemàticas a casaÉs una secció que apareix a partir del número 15 de la segona època. En aquest número es parla d'un llibre escrit l'any 1612 per Bachet de Méziriac on apareixien jocs i endevinalles matemàtiques, moltes d'origen oriental. A partir d'aquest número esdevé una secció constant, apareix a tots els números de Catalunya Artística. Consisteix en el plantejament d'un problema matemàtic que els lectors han de resoldre a casa. L'autor sempre és el mateix, en Ramón Miquel i Planas.
Notas d'artAquesta secció apareix a partir del número 121 i està dedicada a parlar sobre les novetats artístiques: Exposicions d'art (sobretot al Saló Parés), concerts, cròniques i crítiques d'art, obres de teatre i activitats d'organitzacions provincials catalanistes. Aquesta secció l'escrivia sovint Joaquim Renart, l'expert en arts plàstiques de la revista, entre altres autors com F. Giralbos.
NoticiasSecció col·locada al final de la revista que també trobem sota el nom Notícias Generals. Generalment informava de qüestions relatives a la pròpia revista que s'anaven repetint en forma i contingut. S'informava dels diferents suplements adjunts o plecs col·leccionables de novel·les, la possibilitat d'adquirir-ne les portades per poder-les enquadernar un cop adquirits tots els plecs o sobre on poder comprar la revista a Paris. També podia incloure informació relativa a vetllades, festes o reunions o anuncis per demanar donacions vers causes que la redacció considerava oportunes com ara les donacions que van demanar per realitzar un monument a Frederic Soler que després de nou anys d'obres fou inaugurat per l'alcalde Domènec Sanllehy el dia de sant Esteve de l'any 1906
Planas ArtísticasS'hi trobaven sobretot il·lustracions de pintures amb poesies. Era en aquest espai on s'incloïen històries explicades a través de vinyetes còmiques que recorden la tipologia de l'auca, típicament catalana, originària del segle xvii.
PensamentsPetites reflexions en poques línies de text sobre temàtica variada.
Societats RecreativesPetita secció que és publicà durant els primers números de la primera època, on s'informava de les activitats d'organitzacions professionals i culturals d'arreu de l'estat.
Teatros de Catalunya
Secció habitual que en molts números s'anomenà Teatros si bé el seu contingut no variava. La secció, sovint firmada per Josep Barbarà feia crítica de les obres de teatre en cartell i es dividia en apartats amb el nom dels teatres on aquestes eren representades, tot i que en algun número els apartats són les mateixes obres. Se centrava principalment en l'activitat dels teatres Liceu, Teatre Romea, Teatre Novetats i Teatre Eldorado (Barcelona)  però esporàdicament feia crònica d'altres teatres com el Teatre Principal, Teatro Nuevo o el Tivoli entre d'altres.

### Números especials

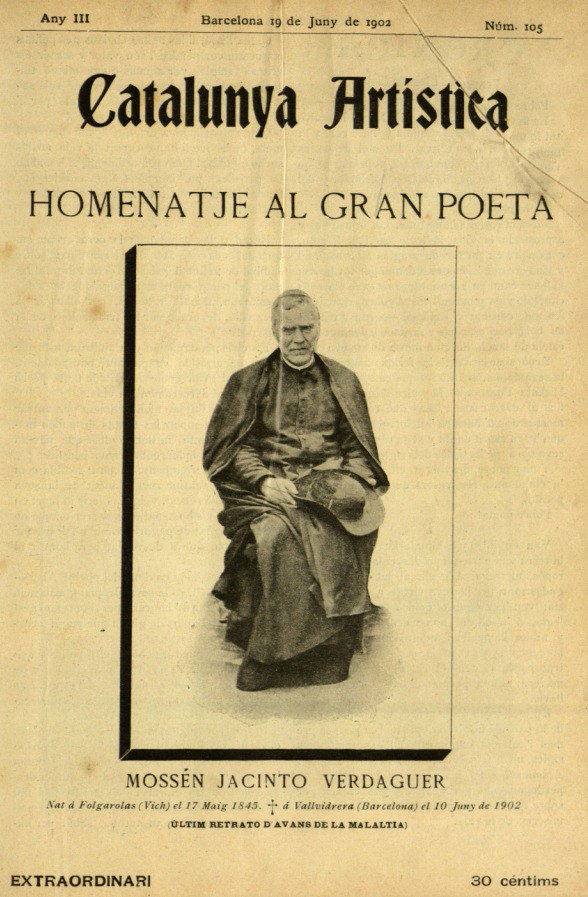
Número dedicat a Jacint Verdaguer

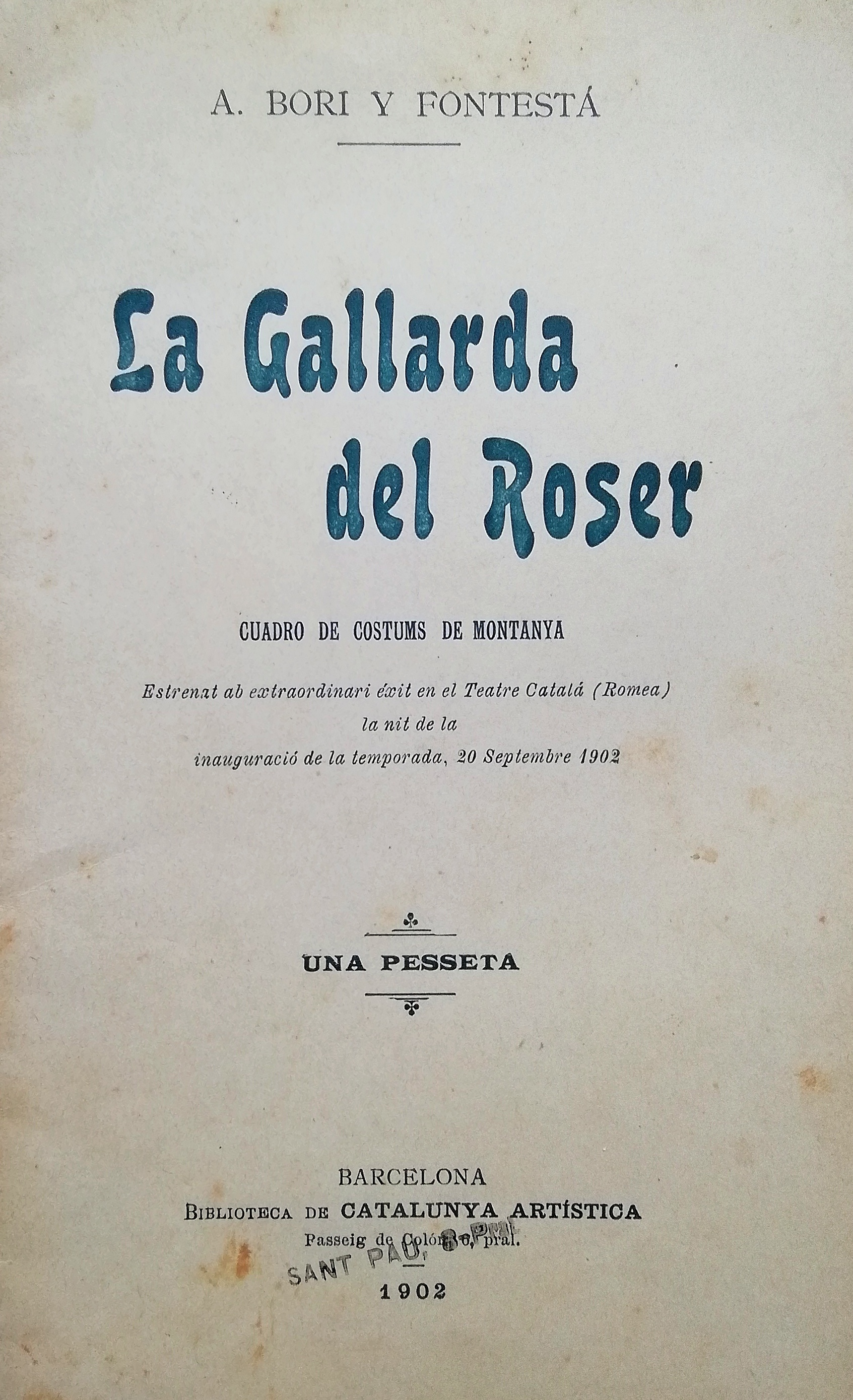
La Gallarda del Roser, obra de teatre d'un sol acte, d'Antoni Bori i Fontestà, publicada dins la Biblioteca de Catalunya Artística l'any 1902

Catalunya artística publicà diversos números especials durant els seus pocs anys de vida. Es publicaven en honor de personatges destacats del món de la cultura, durant les festivitats més importants de l'any o en funció d'algun esdeveniment important.t. Alguns d'aquests números especials podien tenir un preu més elevat i un nombre més gran de pàgines. La temàtica se centrava en el motiu que havia impulsat la seva publicació.
El primer exemple és el de Frederic Soler i Hubert més conegut sota el pseudònim de Serafí Pitarra, a qui es dedicà el número 4 de la primera època que es publicà el dia del 5è aniversari de la seva mort(4 de juliol de 1895). Es dedicava tot el número a ell, incloent poemes(alguns inèdits), articles d'opinió sobre la seva obra, articles sobre la seva vida i personalitat, etc. També s'enceta la iniciativa de recaptar diners dels subscriptors per enviar-los a La Comissió de Monuments de Barcelona, encarregada de la construcció del monument en record de l'artista, que després de cinc anys de la seva mort, encara no s'havia acabat. Aquesta iniciativa es prolongà durant tota la vida de la revista i era recordada amb un petit anunci a la secció noticias.
Els números amb relació a festivitats feien al·lusió reiterada vers aspectes religiosos, i els números dedicats a artistes o personalitats se centraran en la seva figura. Alguns exemples:
El número 73 es publicà la vigília del dia de Tots Sants de l'any 1901 i tracta el tema de la mort, tot dedicant-li poemes, reflexions, la part gràfica i fins i tot una composició musical d'Eusebi Guiteras i Guiu titulada Marxa Funebre i escrita expressament per l'ocasió.
El número 93 és un número extraordinari de Setmana Santa on tot el contingut gira al voltant de la tradició religiosa. Té més pàgines i un preu de 50 cèntims.
El 19 de juny de 1902, nou dies després de la mort de Jacint Verdaguer apareix aquest número 105 extraordinari, a un preu de 30 cèntims. És més llarg que habitualment i està íntegrament dedicat a la persona, vida i obra del poeta.
El número 133 és un número extraordinari especial d'any nou, publicat l'1 de gener de 1903. La distribució del número no varia gaire dels números ordinaris, només hi apareix un article que parla del nadal i d'un accident ocorregut el dia de reis.
El número 137 està dedicat al Doctor Norberto Quirno Costa, vicepresident de la República Argentina, que va fer una breu visita a Barcelona pocs dies abans d'aquesta publicació.
El número 6 de la segona època és un número dedicat exclusivament a l'arquitecte modernista Puig i Cadafalch. Aquest especial inclou 15 gravats amb obres d'aquest cèlebre artista.
En el número 34 de la segona època es va fer saber que s'estava preparant un número extraordinari dedicat exclusivament a la figura de la dona, "La dona catalana" que seria de participació exclusiva de dones. Aquest número, si és que es va arribar a fer, no va sortir mai a la llum.

### Suplements
Era habitual el repartiment de Suplements acompanyant la revista. Acostumaven a ser obres literàries destacades d'autors catalans contemporanis i es repartien en "Plechs" col·leccionables. Un cop repartits tots els plecs que conformaven l'obra completa hi havia l'opció de comprar l'enquadernament de tapa dura. La primera obra que es va distribuir en forma de plecs col·leccionables fou el Canigó de Jacint Verdaguer que es repartí entre els números 63 i 91 de la primera època. L'enquadernació era policromada i estava gravada per Francesc Jorba i decorada amb vinyetes per Alexandre de Riquer i Ynglada. La segona va ser la novel·la La papallona de Narcís Oller que fou repartida en 27 plecs des del número 93 fins al 120 de la primera època. En el número 12 de la segona època es va entregar el primer plec de la novel·la Pom de cansons de l'escriptor Apel·les Mestres i simultàniament es va començar a distribuir també la novel·la La morta de Pompeu Crehuet i Pardas, que era un col·laborador habitual de la revista. Cap de les dues novel·les va ser entregada íntegrament per la sobtada desaparició de la publicació.

### Concursos

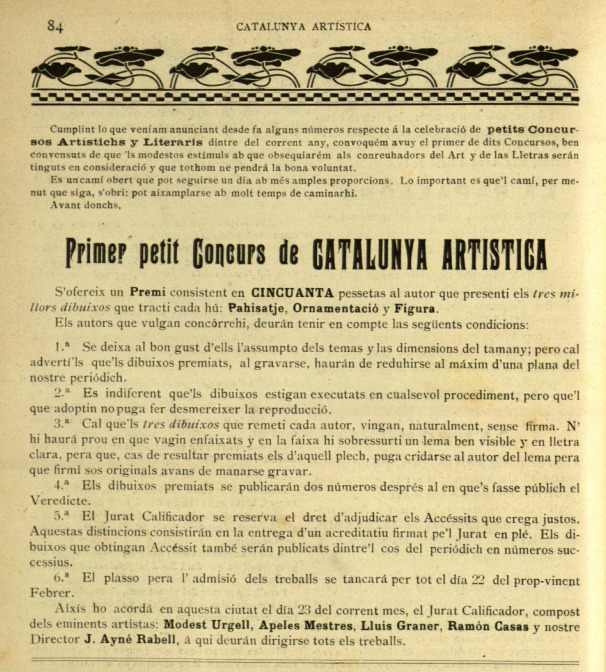
Anunci del Primer petit Concurs de CATALUNYA ARTISTICA.

La revista Catalunya Artística va organitzar diversos concursos literaris i de dibuix animant així als seus subscriptors i lectors en la tasca d'escriure, compondre poesia, prosa, compondre música o dibuixar. El primer que van organitzar es va anunciar en el número 14 de la primera època: ″Avís Important- Catalunya Artistica té en projecte la celebració d'un Gran Certamen Literari i Musical en el que s'oferiran valuosos premis. Ja es donaran els detalls″. Després de força avisos anunciant aquest gran certamen finalment es va escollir el 31 de març com a data, coincidint amb Diumenge de Rams. Durant tots aquests mesos els participants van anar enviant els seus treballs. El número posterior a la celebració de l'entrega de premis es publicà a la revista el llistat de guanyadors. Es tractava d'un número especial dedicat exclusivament al Certamen i on de manera extraordinària s'havien publicat també els retrats de cadascun dels guanyadors. Un d'ells fou el poeta Rafael Nogueras Oller, lligat al modernisme, que guanyà amb la novel·la curta "El Pas de la Mort".
En el número 86 de la primera època es convocà el primer petit concurs de dibuix, amb un premi de 50 pessetes al millor de tres dibuixos de paisatge. ornamentació i figura. El guanyà J. Berga i Boada. El segon petit concurs fou literari, s'anuncià al número 97 de la primera època. Constava de tres premis i dotava el primer amb 25 pessetes ″al autor del millor cuadro en prosa, de regulars dimensións, sobre costums de montanya o de ciutat indistintament, de carácter sério″. Deu números després es publicà el llistat de guanyadors.
En el número 20 de la segona època es va organitzar el Primer Concurs de dibuix. Les bases del concurs eren les següents: de procediment lliure però les proporcions havien de ser de 0'15cm x 0'7cm, la condició que hi hagués el nom Catalunya Artística i la inscripció Revista d'arts, lletres i ciències amb el termini fixat pel 18 de desembre de 1904. El premiat es faria saber el dia 22. El jurat estava format per Apel·les Mestres, Josep Triadó, Eudald Canibell, Joaquim Ayné Rabell. El concurs va necessitar una pròrroga per l'èxit que va tenir i, per tant, l'anunci del guanyador va canviar la data pel 24 de desembre. La capçalera guanyadora va ser la número 17 amb el lema Art de Francesc Labarta i Planas. A partir d'aquest número aquesta capçalera va substituir l'anterior.
En el número 32 de la segona època es va proposar un nou concurs, aquest cop literari: ″S'adjudicaran 2 premis consistents en obres d'art d'artistes reputats. S'han de desenvolupar els següents treballs: Cuadret en prosa sobre costums de muntanya i Cuadret en prosa que es refereixi a costums de ciutat. Els treballs han de ser inèdits amb data límit el 15 de març.″
El jurat era format per Narcís Oller, Ferran Aguiló i Vidal, Conrad Roure, Pompeu Crehuet i Pardas i Joaquim Ayné Rabell.
Aquest concurs també va ser prorrogat fins al 20 de març i en els números següents es van publicar les llistes de treballs rebuts. El veredicte no es va arribar a saber mai, ja que la revista va deixar de publicar-se sense avís previ.

## Llenguatge i Terminologia
La revista Catalunya Artística no és un bon exemple per veure els canvis que es van produir en l'escriptura catalana durant la primera meitat del segle xx, però sí que serveix per veure com s'escrivia abans de la instauració de les normes lingüístiques de Pompeu Fabra. Cal recordar i tenir present que la normalització de la Gramàtica catalana feta per Pompeu Fabra encara tardaria uns anys a fer-se i ser acceptada. El 1906 Pompeu Fabra participava en el I Congrés Internacional de la Llengua Catalana, el 1912 va editar una Gramàtica de la llengua Catalana encara feta en castellà i el 1913 les Normes ortogràfiques. El Diccionari ortogràfic de 1917 acabaria de completar la Gramàtica de la llengua Catalana i el 1918 s'acabaria acceptant com a oficial.

Els redactors de la revista utilitzen sovint la conjunció y en lloc de la i que fem servir actualment, també utilitzen la y inserida en paraules com per exemple: avuy. També s'utilitza la ñ per comtes de ny. Les abreviacions eren molt més utilitzades, encara es mantenia una certa proximitat amb la gramàtica italiana que ha conservat aquesta característica. Així, trobarem habitualment expressions com: qu'en o a'n.
També destaca un ús abundant de l'h en paraules acabades o que contenen la c. Veiem els exemples: Poch, Joch, Conrehuades, entre molts altres. Igualment passa amb la p, que sovint va acompanyada de la h: Joseph.
Cal ressaltar també que a l'hora de citar escriptors o artistes se'ls anomena pel cognom i es parla d'ells com si fossin coneguts directes.

## Preus i Zones de distribució

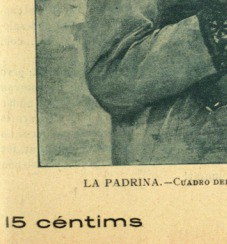
Detall de portada amb el preu.

La revista tenia un cost de 15 cèntims pels números corrents i 20 cèntims pels números endarrerits. També hi havia la possibilitat de subscriure's a la revista bé de forma trimestral (des de Barcelona) que tenia un cost de 2 pessetes, de forma semestral per 4 pessetes. En el cas d'una subscripció a l'estranger el cost era de 12 francs.
No va ser fins al número 47 de la primera època, ja entrats al 1901, que la revista es va començar a distribuir també a París, al Boulevard Montmartre, en le kiosque número 50, propietat de la senyora Madame Scheneider. Gràcies a la seva distribució a Paris fou coneguda pels mitjans francesos. La cèlebre revista francesa Mercure de France va dedicar un elogiós article a Catalunya Artística: 
«Catalunya Artística és una revista literària força interessant. Es tracta, més que d'un diari, d'un d'aquests excel·lents periòdics la desaparició dels quals lamentem a França. Il·lustrat amb bon gust, ens presenten, l'una rere l'altra, les glòries de Catalunya; versos, contes, articles d'actualitat i sobretot, un butlletí de notícies suficient per donar-li una bona anomenada».